# Хвойные породы
Хвойные породы — древесные растения из отдела хвойных, обычно вечнозелёные, покрытые игловидными, линейчатыми или чешуйчатыми листьями — хвоёй. Большей частью к хвойным породам относят деревья, реже кустарники.
Растения хвойных пород распространены преимущественно в Северном полушарии. В общей сложности насчитывается около 400 видов, относимых к хвойным породам.
Наиболее известные представители хвойных пород представлены широко распространёнными крупными деревьями из родов: сосна, ель, пихта, лиственница, которые составляют обширные лесные массивы, называемые хвойными лесами.
Леса образованные одним из таких видов как сосна обыкновенная, сосна сибирская, лиственница сибирская или лиственница даурская, пихта сибирская или пихта кавказская, обычно называют: сосняк, кедровник, лиственничник, пихтовник.
Другие хвойные породы представлены видами из родов можжевельник, тис, туя, кипарис и некоторых других.
В зависимости от отношения к освещённости хвойные породы делят: 
- Темнохвойные породы — теневыносливые хвойные породы — пихта, ель, кедр и др, образуют темнохвойные леса.
- Светлохвойные породы — светолюбивые хвойные породы  — сосна и лиственница, образуют светлохвойные леса.

Многие хвойные породы имеют важное хозяйственное значение как источник деловой древесины и являются объектом промышленной заготовки.